# La Confusion des sentiments
La Confusion des sentiments és una pel·lícula belga dirigida per Étienne Périer estrenada el 5 de juny de 1981). Es tracta d'una versió televisiva del conte homònim de Stefan Zweig, coproduïda amb França i Alemanya i emesa per FR3.

## Trama
Un jove anomenat Roland (Pierre Malet) arriba a una ciutat de províncies alemanya per estudiar a la universitat local. Coneix un professor de filologia, que llegeix conferències fascinants sobre Shakespeare i la literatura d'aquella època.
El professor (Michel Piccoli) li agrada el jove i fins i tot li proposa llogar una de les habitacions de la casa on viu.
Roland accepta i reprèn els estudis amb entusiasme. Però ara no són les ganes d'entreteniment el que li impedeix, com abans a Berlín, sinó el misteri que envolta el professor i la seva família. Aquest home es comporta de manera estranya: gairebé no parla amb la seva dona i, de vegades, desapareix de sobte durant diversos dies, interrompent les conferències. La seva actitud envers el jove estudiant també es pot dir estranya: o bé "apropa" a Roland a si mateix, com si ja estigués disposat a deixar-lo conèixer tots els seus secrets, després l'allunya tan inesperadament com el va acostar.
Aquestes metamorfosis turmenten tant en Roland que gairebé arriba a una crisi de nervis. I aleshores un dia la dona del professor, a qui Roland se sent atret no només espiritualment, explica el secret del seu marit...

## Repartiment
- Michel Piccoli: El professor
- Pierre Malet: Roland
- Gila von Weitershausen: Anna
- Heinz Weiss: M. Keller
- Andreas von Studnitz: Frédéric
- Richard Lauffen: El professor d'egiptologia
- Käte Jaenicke: la logeuse
- Emily Reuer: la prostituta